# 85216 Schein
85216 Schein è un asteroide della fascia principale. Scoperto nel 1992, presenta un'orbita caratterizzata da un semiasse maggiore pari a 2,1434086 UA e da un'eccentricità di 0,1443012, inclinata di 1,18135° rispetto all'eclittica.